# Osceola (condado de Polk, Wisconsin)
Osceola es un pueblo ubicado en el condado de Polk en el estado estadounidense de Wisconsin. En el Censo de 2010 tenía una población de 2.855 habitantes y una densidad poblacional de 30,15 personas por km².

## Geografía
Osceola se encuentra ubicado en las coordenadas 45°20′33″N 92°37′15″O / 45.34250, -92.62083. Según la Oficina del Censo de los Estados Unidos, Osceola tiene una superficie total de 94.7 km², de la cual 89.67 km² corresponden a tierra firme y (5.31%) 5.02 km² es agua.

## Demografía
Según el censo de 2010, había 2.855 personas residiendo en Osceola. La densidad de población era de 30,15 hab./km². De los 2.855 habitantes, Osceola estaba compuesto por el 97.72% blancos, el 0.14% eran afroamericanos, el 0.28% eran amerindios, el 0.39% eran asiáticos, el 0.07% eran isleños del Pacífico, el 0.67% eran de otras razas y el 0.74% pertenecían a dos o más razas. Del total de la población el 1.09% eran hispanos o latinos de cualquier raza.